# Holly Knight
Holly Knight (* New York), rodným jménem Holly Erlander, je americká hudební skladatelka, zpěvačka a hudebnice.
V letech 1977–1984 působila jako klávesistka v rockové skupině Spider, se kterou vydala dvě alba. Následně založila skupinu Device, kde hrála na klávesy a baskytaru a která i přes svoji krátkou existenci (zanikla roku 1987) stihla vydat jednu dlouhohrající desku. Sama Holly Knight vydala sólové eponymní album v roce 1988.
Už od první poloviny 80. let působí jako hudební skladatelka. Je například spoluautorkou hitů „Love Is a Battlefield“ (pro Pat Benatar; 1983), „Better Be Good to Me“ (pro Tinu Turner; 1984) či „The Best“ (pro Bonnie Tyler; 1988). Napsala rovněž úvodní znělky k televizním seriálům Angel a Still Standing.